# Tim Bogert
Tim Bogert (27. srpna 1944 New York – 13. ledna 2021) byl americký rockový baskytarista a zpěvák. V roce 1966 spoluzaložil skupinu Vanilla Fudge a po jejím rozpadu v roce 1970 spolu s jejím bubeníkem Carmine Appicem založil skupinu Cactus. Skupina se rozpadla po vydání čtyř studiových alb v roce 1972. Spolu s Appicem a Jeffem Beckem založil trio Beck, Bogert & Appice, které hrálo do roku 1974. V letech 1982–1984, 1987–1988, 1999–2002, 2003–2008 a znovu v letech 2009–2011 byl členem obnovených Vanilla Fudge. V roce 2008 se vrátil ke skupině Cactus, v roce 2011 však odešel. V obou skupinách ho v roce 2011 nahradil Pete Bremy. Mimo to byl členem skupin Boxer a Bobby and the Midnites.